# Нікольське (28653464326)
Нікольське (рос. Никольское) — присілок в Старицькому районі Тверської області Російської Федерації.
Населення становить 10 осіб. Входить до складу муніципального утворення Степуринське сільське поселення.

## Історія
Від 2005 року входить до складу муніципального утворення Степуринське сільське поселення. Раніше населений пункт належав до Бойковського сільського округу.

## Населення
| 2008 | 2010 |
| ---- | ---- |
| 14   | ↘10  |